# Goniothalamus calvicarpus
Goniothalamus calvicarpus este o specie de plante din genul Goniothalamus, familia Annonaceae, descrisă de William Grant Craib. Conform Catalogue of Life specia Goniothalamus calvicarpus nu are subspecii cunoscute.